# デイブ・ブルトハイス
- ダビー・ブルトハイス
- ダヴィ・ブルトハイス
- デイブ・ブルタイス

デイブ・ブルトハイス（Dave Bulthuis、1990年6月28日 - ）は、オランダ・北ホラント州プルメレント出身のプロサッカー選手。ポジションはディフェンダー。
Kリーグ時代の登録名はブルトゥイス（ハングル: 불투이스）。

## 経歴

### クラブ
2014年夏、1.FCニュルンベルクに移籍した。
2017年7月7日、ガバラFKと3年契約を結んだ。
2019年1月、蔚山現代FCに移籍した。

## タイトル
蔚山現代FC
- AFCチャンピオンズリーグ：2020